# Markedsmagt
Markedsmagt betegner en aktørs (typisk en virksomheds) evne til at påvirke markedsprisen for en vare eller tjenesteydelse ved at ændre sit udbud eller sin efterspørgsel. Begrebet er centralt inden for økonomi, især mikroøkonomi og herunder industriøkonomi. Markedsmagt er udbredt på markeder med ufuldkommen konkurrence, mens deltagerne på markeder med fuldkommen konkurrence omvendt ikke har nogen markedsmagt. Aktører med markedsmagt bliver somme tider betegnet som "prissættere", mens aktører uden markedsmagt kaldes "pristagere".
Ved at udnytte sin markedsmagt kan en virksomhed sælge sine varer til en pris, der overstiger både den marginale og den langsigtede gennemsnitlige omkostning ved fremstillingen og dermed tjene en særlig profit.
En virksomhed med markedsmagt har mulighed for selvstændigt at påvirke den totale solgte mængde og/eller den gældende pris på markedet. Prissættere står over for en efterspørgselskurve med negativ hældning, sådan at prisstigninger fører til en lavere efterspørgsel. Faldet i den solgte mængde som følge af udøvelsen af markedsmagt skaber en forvridning (ofte betegnet som et dødvægtstab), dvs. et samfundsmæssigt tab af efficiens. Af samme årsag har de fleste lande en konkurrencelovgivning (i Danmark således Konkurrenceloven), der forsøger at begrænse virksomheders muligheder for at opnå eller udnytte deres markedsmagt.
Normalt har en virksomhed markedsmagt, hvis den kontrollerer en stor del af markedet (har en betydelig markedsandel). I ekstreme tilfælde (monopol og monopson) kontrollerer virksomheden hele markedet. Markedsandelen alene er imidlertid ikke den eneste målestok for markedsmagt. Stærkt koncentrerede markeder, dvs. markeder med kun få virksomheder, kan stadig være åbne for konkurrence fra nye virksomheder, hvis der ikke er nogle adgangsbarrierer. Det kan begrænse de eksisterende virksomheders muligheder for at hæve deres priser over prisniveauet gældende ved fuldkommen konkurrence (hvor prisen vil svare til de marginale fremstillingsomkostninger).
Markedsmagt kan give virksomheder både mulighed for og tilskyndelse til at lave forskellige tiltag, der styrker deres markedsposition og forhindrer andre virksomheder i at komme ind på markedet.
Monopolmagt anvendes ofte som synonym for markedsmagt (når markedsmagten gælder udbudssiden - ellers kan monopsonmagt anvendes). Monopolmagt betegner altså ikke nødvendigvis forholdene for et egentligt monopol, men kan bruges om alle virksomheder, der har en vis størrelse og indflydelse på det samlede udbud på markedet.
Der findes forskellige måder at beregne graden af markedsmagt på forskellige markeder. Lerner-indekset og Herfindahl-indekset er to af de mest kendte metoder til at måle graden af markedsmagt på et marked.

## Årsager til markedsmagt
Et monopol kan hæve prisen og beholde (i hvert fald nogle af) sine kunder, fordi monopolet ikke har nogen konkurrenter. Nøglen til markedsmagt er dermed en situation, hvor adgangen til markedet er begrænset, idet der er store adgangsbarrierer - forhold, der forhindrer konkurrerende aktører i at træde ind på markedet. Adgangsbarrierer, der udgør væsentlige årsager til markedsmagt, er
- kontrol over knappe resurser som f.eks. naturresurser
- stigende skalaafkast
- teknologisk overlegenhed
- offentlig regulering, f.eks. i form af patenter

OPEC er et eksempel på en organisation, der har markedsmagt som følge af dens kontrol over naturresursen olie. Virksomheder, der oplever stigende skalaafkast, vil også have aftagende gennemsnitsomkostninger. I sådan et tilfælde vil branchen over tid typisk blive domineret af nogle få store virksomheder, og det vil være vanskeligt for mindre, nystartede virksomheder at komme ind på dette marked.
Virksomheder som kraftværker, kabel-tv-selskaber, udbydere af trådløs kommunikation og andre virksomheder med store faste omkostninger falder inden for denne kategori.
Tilsvarende vil veletablerede virksomheder have en konkurrencefordel frem for nye virksomheder, hvis de kan sænke deres priser tilstrækkeligt til at kunne fortrænge alle nye konkurrenter. Microsoft er et eksempel på en virksomheder, der har en betydelig markedsmagt som følge af teknologisk overlegenhed med hensyn til virksomhedens design- og produktionsprocesser.
Endelig kan offentlig regulering skabe adgangsbarrierer og dermed være en kilde til markedsmagt. Et eksempel er de lokale monopoler, som gives til apoteker. Et andet eksempel er patenter til medicinalindustriens produkter.

## Måling af markedsmagt
Koncentrationsgrader er blandt de mest almindelige mål for markedsmagt. Ofte ser man beregnet koncentrationsindekset for de fire største virksomheder på et marked, dvs. de fire største virksomheders markedsandel. For monopoler (og duopoler og triopoler) er denne koncentrationsgrad 100 %. For et marked med fuldkommen konkurrence er den 0 %. 
Et andet mål for markedsmagt er Herfindahl-indekset. Det opgøres ved at summere kvadratet af markedsandelene opgjort i procent for samtlige markedsdeltagere. Herfindahl-indekset for fuldkommen konkurrence er nul, mens det er 10.000 for et monopool.

## Markedsmagt og efterspørgselselasticitet
Markedsmagt angiver muligheden for at tjene en positiv profit ved at hæve prisen over marginalomkostningerne ved at producere. Hvor meget det er profitabelt for virksomheden at hæve prisen over marginalomkostningerne, afhænger af efterspørgselskurvens udseende ved det profitmaksimerende produktionsniveau. Efterspørgslens elasticitet med hensyn til prisen er derfor en kritisk faktor i bestemmelsen af markedsmagtens størrelse. Forholdet mellem markedsmagt og efterspørgselselasticitet kan opsummeres ved følgende ligning:
{\displaystyle {\frac {P}{MC}}={\frac {PED}{1+PED}}.}
Her angiver PED efterspørgslens priselasticitet (efter engelsk: price elasticity of demand), mens P er prisen på den pågældende vare og MC marginalomkostningerne.
Bemærk, at PED er negativ, så P/MC-forholdet er altid større end én. Jo højere dette forhold er, jo mere markedsmagt vil virksomheden have. Efterhånden som PED stiger, vil P/MC-forholdet nærme sig én, og markedsmagten vil nærme sig nul.
Ligningen er udledt fra den profitmaksimerende monopolists prisregel:
{\displaystyle {\frac {(P-MC)}{P}}=-{\frac {1}{PED}}.}

## Nobelprisen i økonomi
Jean Tirole fik Nobelprisen i økonomi for sine analyser af markedsmagt og økonomisk regulering.